# برانكو بوشنياك
برانكو بوشنياك هو لاعب كرة قدم بوسني في مركز الوسط، ولد في 11 أكتوبر 1955 في سراييفو في البوسنة والهرسك. شارك مع منتخب يوغوسلافيا لكرة القدم. أما مع النوادي، فقد لعب مع دينامو زغرب وكايسري سبور ونادي ساراييفو.

## وصلات خارجية
- برانكو بوشنياك على موقع قاعدة بيانات كرة القدم.إي يو (الإنجليزية)
- برانكو بوشنياك على موقع ناشيونال فوتبول تيمز (الإنجليزية)